# 山崎聡子 (福島放送アナウンサー)
山崎 聡子（やまざき さとこ、1993年7月17日- ）は、福島放送(KFB)のアナウンサー。
東京都出身。法政大学卒業。
趣味は海外旅行、スポーツ観戦(特に高校野球)、ドライブ。

## 人物
東京都出身。春日部共栄高等学校を経て、法政大学国際文化学部卒業。法政大学自主マスコミ講座出身。在学中は東京ドームでビールの売り子のアルバイトをしていた。
2016年に福島放送に入社。ふくしまスーパーJチャンネル内で放送されたコーナー「田んぼ娘日記」では一年を通して米作りに挑戦した。
朝だ!生です 旅サラダで中継を担当。母がオペラ歌手にもかかわらず音痴である事で人気を博した。
2019年10月から福島まるごとライブ ヨジデスでぺんぎんナッツ 中村陽介と共にMCに就任。
2021年10月からはシェア!のメインMCを担当している。
2023年9月28日、情報番組シェア!で第1子妊娠、出産前の最後の番組出演となることを報告。

## 担当番組

### 現在の担当番組
- 福島まるごとライブ ヨジデス（2019年10月 - ）
- KFBニュース（不定期）
- 朝だ!生です旅サラダ
- シェア! （2021年10月 - ）